# Felix Roos
Felix Roos (* 22. August 1999 in Schwäbisch Gmünd) ist ein deutscher Volleyball- und Beachvolleyballspieler.

## Karriere
Roos begann seine Karriere beim TSV Mutlangen. Anschließend spielte er bei der SG MADS Ostalb. In der Saison 2016/17 war er parallel bei den Volley Youngstars, dem Nachwuchs des VfB Friedrichshafen, aktiv. 2017 wechselte der Außenangreifer zum Zweitligisten Baden Volleys SSC Karlsruhe. Mit Karlsruhe schaffte er 2023 den Aufstieg in die erste Liga. Die Baden Volleys schieden im DVV-Pokal 2023/24 im Achtelfinale aus, erreichten aber als Tabellenachter der Hauptrunde das Playoff-Viertelfinale der Bundesliga.
Seit 2015 gewann Roos im Beachvolleyball mit unterschiedlichen Partnern die Baden-Württembergischen U17-, U18- und U20-Landesmeisterschaften. Mit Lukas Jaeger erreichte er 2019 den vierten Platz bei den deutschen Hochschulmeisterschaften und gewann das Kategorie-2-Turnier in Offenburg.